# Adenolfo d'Aquino
Adenolfo d'Aquino (XII secolo – 1293) è stato un nobile e politico italiano, conte di Acerra, condannato all'impalamento e al rogo con l'accusa di essere sodomita.

## Biografia
Adenolfo d'Aquino discendeva dalla famiglia nobile dei d'Aquino, figlio di Aimo d'Aquino.  Dopo aver partecipato alle guerre del Vespro, durante il regno di Carlo I d'Angiò, fu accusato di aver ucciso un francese e fu costretto a pagare una multa; inoltre ebbe numerosi problemi con il fisco e lamentele dai suoi vassalli in Terra d'Otranto e in Terra di Lavoro. Nel 1286 fu accusato da Rinaldo d'Avella di diffondere la propaganda aragonese e per questo fu rinchiuso in carcere, venendo condannato alla decapitazione per lesa maestà, ma grazie all'intervento di papa Onorio IV fu graziato e fu inviato in Provenza per trattare la pace con gli aragonesi. Tornato in Italia, fu nominato consigliere ed inquisitore in Puglia dal re Carlo II di Napoli durante il processo contro i Rufolo-Della Marra. Nel 1293 Carlo II di Napoli lo accusò di averlo spinto con l'inganno a firmare la perdita della Sicilia e lo condannò, insieme al fratello Enrico, all'impalamento e al rogo con l'accusa di essere sodomita; i suoi beni furono ceduti in gran parte a Filippo I d'Angiò, principe di Taranto. Alla notizia della morte del conte, i vassalli insorsero in difesa del loro feudatario, venendo catturati e condannati alla forca.